# Jonas Sjöstedt

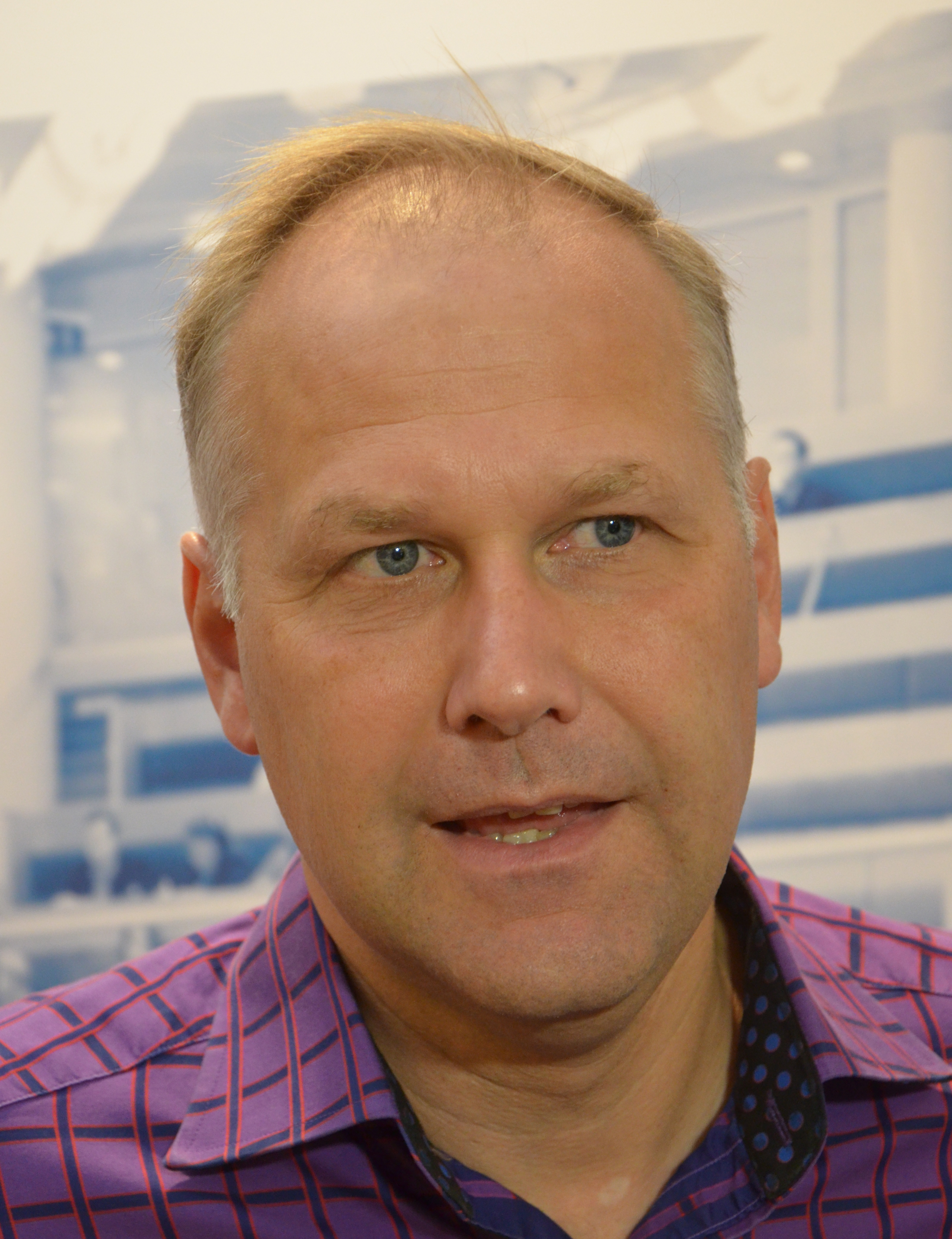
Jonas Sjöstedt.

Jonas Sjöstedt (n. 25 decembrie 1964, Göteborg) este un om politic suedez, membru al Parlamentului European în perioada 1999-2004 din partea Suediei.
1. 1 2 3  Sjöstedt, Tor Jonas, Sveriges befolkning 2000[*]
2. ↑  Jonas Sjöstedt
3. ↑   https://www.aftonbladet.se/nyheter/samhalle/a/kJM3Lj/hustrun-flyttar-till-hanoi--jonas-sjostedt-till-umea, accesat în 16 ianuarie 2020 Lipsește sau este vid: |title= (ajutor)
4. 1 2 3  Deputații în Parlamentul European
5. ↑  Riksdagen – Jonas Sjöstedt (V) (în suedeză), accesat în 19 iunie 2020